# Cuban Soul: 18 Kilates
Cuban Soul:18 Kilates é o terceiro álbum de estúdio do cantor, compositor e guitarrista brasileiro Cassiano, lançado pelo selo da gravadora Universal Music em 1 de janeiro de 1976 contendo 9 faixas. Em 2016, quando completou 40 anos de seu lançamento, voltou ser comercializado em vinil de 180 gramas pela coleção “Clássicos em Vinil” da Polysom. A canção Onda foi sampleada pelo grupo de rap nacional Racionais MC'S, na música Da Ponte pra Cá presente no álbum Nada Como Um Dia Após o Outro Dia.

## Descrição
Seu primeiro álbum Imagem e Som, lançado em 1971, já trazia influências de Stevie Wonder e Otis Redding. "Cuban Soul: 18 Kilates", considerado o mais importante de sua carreira. Lançado originalmente pela Polydor,  foi produzido por Gastão Lamounier e o compositor Paulo Zdanowski, que assina com Cassiano as nove canções. Entre os sucessos do disco, estão "Coleção", "A Lua e Eu" e "Onda". Misturando R&B e soul music à moda brasileira, com harmonias ricas e timbre vocal inconfundível, ele apresentou esse que é um dos mais importantes discos da música nacional.

## Faixas
| Edição padrão  |                     |                          |                 |         |  |
| N.º            | Título              | Compositor(es)           | Produtor(es)    | Duração |  |
| 1.             | "Hoje é Natal"      | Cassiano Paulo Zdanowski | Paulo Zdanowski | 3:47    |  |
| 2.             | "Coleção"           | Cassiano Paulo Zdanowski | Paulo Zdanowski | 3:10    |  |
| 3.             | "Ana Luiza"         | Antônio Carlos Jobim     | Paulo Zdanowski | 3:40    |  |
| 4.             | "Onda"              | Cassiano Paulo Zdanowski | Paulo Zdanowski | 7:44    |  |
| 5.             | "Central do Brasil" | Cassiano Paulo Zdanowski | Paulo Zdanowski | 3:41    |  |
| 6.             | "Saia Dessa Fossa"  | Cassiano Paulo Zdanowski | Paulo Zdanowski | 3:22    |  |
| 7.             | "De Bar Em Bar"     | Cassiano Paulo Zdanowski | Paulo Zdanowski | 3:58    |  |
| 8.             | "Salve Essa Flor"   | Cassiano Paulo Zdanowski | Paulo Zdanowski | 4:18    |  |
| 9.             | "A Lua e Eu"        | Cassiano Paulo Zdanowski | Paulo Zdanowski | 2:50    |  |
| Duração total: | Duração total:      | Duração total:           | Duração total:  | 36:33   |  |